# 21827 Chingzhu
21827 Chingzhu (1999 TS91) là một tiểu hành tinh vành đai chính được phát hiện ngày 2 tháng 10 năm 1999 bởi nhóm nghiên cứu tiểu hành tinh gần Trái Đất phòng thí nghiệm Lincoln ở Socorro.